# Эстафета олимпийского огня летних Олимпийских игр 2008
Эстафета олимпийского огня 2008 года прошла в преддверии летних Олимпийских игр в Пекине. Факел, зажжённый в Олимпии 24 марта, преодолел около 135 000 километров и побывал в 21 стране на 5 континентах.
Данная эстафета стала последней, так как в 2009 году МОК отменил всемирную эстафету, сохранив только движение факела, зажжённого в Олимпии, и по территории государства, принимающего очередные Олимпийские игры

## Маршрут эстафеты

### Международная
| Дата      | Город             |
| --------- | ----------------- |
| 25 марта  | Олимпия           |
| 30 марта  | Афины             |
| 31 марта  | Пекин             |
| 2 апреля  | Алма-Ата          |
| 3 апреля  | Стамбул           |
| 5 апреля  | Санкт-Петербург   |
| 6 апреля  | Лондон            |
| 7 апреля  | Париж             |
| 9 апреля  | Сан-Франциско     |
| 11 апреля | Буэнос-Айрес      |
| 13 апреля | Дар-эс-Салам      |
| 14 апреля | Маскат            |
| 16 апреля | Исламабад         |
| 17 апреля | Нью-Дели          |
| 19 апреля | Бангкок           |
| 21 апреля | Куала-Лумпур      |
| 22 апреля | Джакарта          |
| 24 апреля | Канберра          |
| 26 апреля | Нагано            |
| 27 апреля | Сеул              |
| 28 апреля | Пхеньян           |
| 29 апреля | Хошимин           |
| 30 апреля | Тайбэй (отменена) |

### Специальные административные районы КНР
| Дата  | Город   |
| ----- | ------- |
| 2 мая | Гонконг |
| 3 мая | Макао   |

### Материковый Китай
| Дата        | Провинция | Примечания                                                             |
| ----------- | --------- | ---------------------------------------------------------------------- |
| 4 - 6 мая   | Хайнань   |                                                                        |
| 7 - 10 мая  | Гуандун   |                                                                        |
| 11 - 13 мая | Фуцзянь   |                                                                        |
| 14 - 16 мая | Цзянси    |                                                                        |
| 17 - 18 мая | Чжэцзян   | Эстафета приостановлена в знак памяти жертв Сычуаньского землетрясения |
| 22 мая      | Чжэцзян   | Эстафета приостановлена в знак памяти жертв Сычуаньского землетрясения |

### Олимпийский огонь в Санкт-Петербурге
Санкт-Петербург стал единственным российским городом, которому доверили право на принятие эстафеты олимпийского огня. Эстафета началась в 10:30 на площади Победы и завершилась на Дворцовой площади в 15:00, где была установлена символическая чаша, зажигавшаяся от факела. Маршрут эстафеты проходил через Московский проспект и Исаакиевскую площадь, около Исаакиевского собора и Петропавловской крепости, около крейсера «Аврора» и по Литейному мосту. Общая дистанция составляла 20 км 400 м, каждому факелоносцу нужно было преодолеть 250 м не медленнее и не быстрее, чем за 2 минуты.
Эстафету огня в Петербурге начала легкоатлетка Галина Зыбина, чемпионка летних Олимпийских игр 1952 года. Всего в эстафете приняли участие 80 факелоносцев, в том числе:
- лыжница Любовь Егорова[10][11]
- фигуристка и тренер Тамара Москвина[6]
- фигурист Евгений Плющенко[10][11]
- футболист Андрей Аршавин[10][11][5]
- актриса, народная артистка России Алиса Фрейндлих[10][11]
- первая женщина-космонавт Валентина Терешкова[10][11]
- журналист Никита Гулин[10][11]
- журналист Дмитрий Губерниев[10][11]
- учёный-океанолог Артур Чилингаров[12] (занял место после отказа главы «Сбербанка» Германа Грефа[10][13])
- председатель правления ВТБ Андрей Костин[10][11]
- президент «Евросети» Евгений Чичваркин[10][11]
- президент ОКР Леонид Тягачёв[11]
- президент компании МТС Леонид Меламед[14]
- посол КНР в России Лю Гучан[11]
- телеведущий Николай Дроздов[10]
- магистр игры «Что? Где? Когда?» Александр Друзь[10]
- боец смешанных единоборств Фёдор Емельяненко[7]
- боксёр, экс-чемпион мира в супертяжелом весе Николай Валуев[5]

Завершала эстафету конькобежка Светлана Журова. Всего на подготовку было выделено около 15 млн рублей.

## Протесты
Многие этапы эстафеты сопровождались акциями протеста протибетских и правозащитных организаций против репрессий китайских властей в Тибете.
Первые акции протеста по ходу самой эстафеты хотела провести в Санкт-Петербурге партия «Яблоко», однако уже в её начале ОМОН и милиция арестовали всех участников пикета. Во время этапа в Париже организаторам приходилось тушить огонь 3 раза из-за прямых нападений на факелоносцев. Такие же демонстрации проходили в Лондоне, Сан-Франциско и Буэнос-Айресе. Мирные акции протеста проходили во время эстафеты огня в Дели и Бангкоке, причём капитан сборной Индии по футболу Байчунг Бхутиа отказался нести олимпийский факел по политическим соображениям.

### Официальные сайты
- Official site of the Beijing 2008 Torch relay
- Beijing 2008 Olympic Torch Relay in London
- Beijing 2008 Olympic Torch Relay in Hong Kong

### Другие сайты
- Beijing 2008 Olympic Games Torch Relay coverage by Community-online.com
- Beijing 2008 Olympic Torch Relay Google Map

### Медиа
- Видео на YouTube Олимпийский огонь в Лондоне (1)
- Видео на YouTube Олимпийский огонь в Лондоне (2)
- Видео на YouTube Олимпийский огонь в Париже
- Видео на YouTube Олимпийский огонь в Сан-Франциско
- Видео на YouTube Олимпийский огонь в Буэнос-Айресе
- Видео на YouTube Олимпийский огонь в Танзании
- Видео на YouTube Олимпийский огонь в Санкт-Петербурге